# HMS Rapid (H32)
HMS Rapid (H32/F138) là một tàu khu trục lớp R của Hải quân Hoàng gia Anh Quốc trong Chiến tranh Thế giới thứ hai. Sau khi chiến tranh kết thúc, nó được cải biến thành một tàu frigate Kiểu 15 cho vai trò chống tàu ngầm với ký hiệu lườn mới F138, chuyển sang vai trò một tàu huấn luyện từ năm 1966, cho đến khi bị loại bỏ và đánh chìm như một mục tiêu năm 1981.

## Thiết kế và chế tạo
Được đặt hàng vào ngày 2 tháng 4 năm 1940 như một phần của Chương trình Khẩn cấp Chiến tranh thuộc Chi hạm đội Khẩn cấp 4, Rapid được đặt lườn bởi hãng Cammell Laird & Company vào ngày 16 tháng 6 năm 1941 và được hạ thủy vào ngày 16 tháng 7 năm 1942.

## Lịch sử hoạt động
Rapid đã nằm trong thành phần Lực lượng 68 phục vụ tại Ấn Độ Dương và sau đó tại Thái Bình Dương. Trong một chiến dịch, nó bị hư hại do hỏa lực pháo phòng thủ duyên hải đối phương, khiến 11 người thiết mạng và 23 người khác bị thương. Nó được kéo đến Akyab để sửa chữa.
Sau khi chiến tranh kết thúc, nó được cải biến thành một tàu frigate Kiểu 15 cho vai trò chống tàu ngầm và được mang ký hiệu lườn mới F138. Vào năm 1959, nó nằm trong thành phần Hạm đội Dự bị và tham gia “Ngày Hải quân” tại Portsmouth năm đó.
Vào năm 1966, Rapid được sang căn cứ huấn luyện HMS Caledonia để giúp huấn luyện ngoài khơi nhân sự phòng động cơ, hoạt động từ Xưởng tàu Rosyth để chuẩn nhận thợ máy phòng động cơ được huấn luyện. Nó được thay thế trong vai trò này bởi chiếc Eastbourne vào năm 1972. Rapid bị loại bỏ và bị đánh chìm như một mục tiêu vào năm 1981.